# Радослав Михаљевић
Радослав Михаљевић (1426–1436) је био српски великаш у служби деспота Стефана Лазаревића (1402–27) и Ђурађа Бранковића (1427–56), са звањем великог војводе.
Био је ризничар деспота Лазара Бранковића и касније господар Петрушке области 1457. године до највероватније 1459. године. На функцију господара Петрушке области га је повељом поставио деспот Ђурађ Бранковић 1457. године.
Помиње се 1426 године поред челника Радича, протовестијара Богдана и логотета Воихна. Сматра се да је за време деспота Стефана подигао срушену цркву у Радошину код Свилајнца. Умро је 1436 године.
Војвода Радослав-Радош Михаљевић, се појављује у народним песмама као "Облачић Раде".